# Christina Lekka
Christina Lekka (gr: Χριστίνα Λέκκα) (ur. 1973) – grecka modelka, jako pierwsza i jedyna reprezentantka Grecji wygrała konkurs piękności Miss International w 1994.
Zdobyła popularność dzięki programowi „Πρωινού Καφέ” („Poranna kawa”) Eleni Menegaki, w którym prowadziła dział o modzie. Program emitowano w telewizji ANT1. Spotykała się z gimnastykiem Giorgosem Loukanidisem. Potem wycofała się z życia publicznego, by poświęcić się rodzinie.